# Prestonia rotundifolia
Prestonia rotundifolia är en oleanderväxtart som beskrevs av Karl Moritz Schumann och R. E. Woodson. Prestonia rotundifolia ingår i släktet Prestonia och familjen oleanderväxter. Inga underarter finns listade i Catalogue of Life.